# Курянкі-Другі
Курянкі-Другі (пол. Kurianki Drugie) — село в Польщі, у гміні Рачки Сувальського повіту Підляського воєводства.
Населення — 152 особи (2011).
У 1975-1998 роках село належало до Сувальського воєводства.

## Демографія
Демографічна структура станом на 31 березня 2011 року:
|          | Загалом | Допрацездатний вік | Працездатний вік | Постпрацездатний вік |
| -------- | ------- | ------------------ | ---------------- | -------------------- |
| Чоловіки | 72      | 14                 | 46               | 12                   |
| Жінки    | 80      | 25                 | 36               | 19                   |
| Разом    | 152     | 39                 | 82               | 31                   |